# Saccharodite rhinoceros
Saccharodite rhinoceros är en insektsart som beskrevs av Bernhard Zelazny 1981. Saccharodite rhinoceros ingår i släktet Saccharodite och familjen Derbidae. Inga underarter finns listade i Catalogue of Life.